# مهرداد بهار
مهرداد بهار (1929، في طهران - 13 تشرين الثاني 1994، في طهران) كان عالمًا إيرانيًا بارزًا، ولغويًا ، وعالم أساطير، ومؤرخًا فارسيًا.

## الحياة المبكرة
مهرداد بهار هو الابن الأصغر للشاعر الفارسي محمد تقي بهار. تخرج من جامعة طهران وحصل على درجة الدكتوراه في الأدب الفارسي واللغات الإيرانية القديمة. حصل على درجة الماجستير في التاريخ الفارسي القديم والوسيط من جامعة لندن حيث درس مع البروفيسور ماري بويس في كلية الدراسات الشرقية والأفريقية . بدأ حياته المهنية كعالم لغوي مع التركيز على اللغة الفارسية الوسطى. وفي وقت لاحق من حياته المهنية أصبح مهتمًا بالأساطير الفارسية. قام بتطوير نظريات حول الجذور القديمة في الثقافة الفارسية.

## الأعمال
تتركز أعماله في الأساطير الفارسية بشكل أساسي على التأثيرات غير الآرية (الإيرانية الكبرى)، وأهمها الأساطير الرافدية.
من أبرز أعمال بهار ترجمته للنص الفارسي الأوسط المعروف، بوندهش(ن). ويتكون عمله البارز الآخر، "بحث في الأساطير الفارسية" (مجلدين)، من مجموعة من النصوص الفارسية الوسطى الزرادشتية وتحليل منهجي لجذورها. لكن المجلد الثاني لم يكن مكتملاً عندما توفيت بهار في عام 1994. وأكمل زميله كاتايون مازدابور [الإنجليزية] مهمة التحرير في العام التالي.

## الفهرس
ومن مؤلفاته:
- بندهش ("بندهش")
- الأساطير الإيرانية ("استوره‌شناسی ایران")
- بحث في الأساطير الفارسية ("پژوهشی در استوره‌شناسی ایران")
- معاهدات الثقافة الفارسية ("جستاری چند در فرهنگ ایران")
- ملاحظات عن الشاهنامة ("سخنی چند درباره شاهنامه")
- برسبوليس حول برسبوليس مع المصور ن. كاسرايان [الإنجليزية]

## طالع أيضًا
- الأساطير الفارسية
- الدراسات الإيرانية

## روابط خارجية
- مهرداد بهار: عالم بارز في الدراسات الإيرانية والأساطير الفارسية